# New York Giants (beisebol)
O New York Giants foi uma equipe de beisebol baseada na cidade Nova Iorque, a primeira versão do atual San Francisco Giants antes de sua mudança para a cidade de San Francisco em 1958. A franquia esteve estabelecida na área metropolitana e Nova Iorque da sua criação em 1883 até a temporada de 1957. Durante a maioria de suas temporadas em Nova Iorque, os Giants jogavam seus jogos em casa no Polo Grounds no Upper Manhattan, região de Nova Iorque.

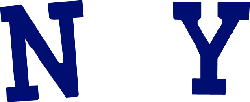
Logo dos Giants entre 1904 e 1907.